# Karambar
Der Karambar (im Unterlauf auch Ishkoman) ist ein rechter Nebenfluss des Gilgit im pakistanischen Sonderterritorium Gilgit-Baltistan.
Der Karambar hat seinen Ursprung im 4272 m hoch gelegenen Karambarsee. Der Karambar durchfließt den Distrikt Ghizer anfangs in östlicher Richtung, später wendet er sich allmählich nach Süden und Südwesten. Ab Ishkoman fließt er die letzten 40 km in südlicher Richtung, bevor er nahe Gahkuch in den Gilgit (oberhalb der Einmündung heißt dieser Ghizer) mündet. Der Karambar hat eine Länge von 120 km. Das Flusstal bildet die Grenze zwischen Karakorum im Osten, Hindukusch im Norden und Hinduraj im Westen. Der Flusslauf wird neben den Flüssen Bara Gah (von rechts) und Phakor (von links) von zahlreichen Gletschern gespeist, darunter der Chhateboi-Gletscher rechtsseitig sowie Chillinji-Gletscher und Karambargletscher linksseitig.